# La Communion
Pour plus de détails, voir Fiche technique et Distribution.
La Communion (Boże Ciało) est un film franco-polonais réalisé par Jan Komasa et sorti en 2019.

## Synopsis
Daniel, un jeune de 20 ans, vit dans un centre éducatif surveillé en semi-liberté qui accueille des délinquants souvent violents. Il est attiré par la prêtrise, mais il n'a pas achevé sa scolarité secondaire et en outre son casier judiciaire lui ferme la porte du séminaire. Envoyé pour un emploi dans une menuiserie, il se retrouve empêtré dans un mensonge non-prémédité après avoir prétendu en discutant avec Marta, une jeune fille rencontrée dans une église être prêtre. Le curé qui l'accueille sans connaître la vérité, devant quitter sa paroisse pour un traitement contre son alcoolisme, lui confie son intérim sans en informer l'évêché. Daniel n'ose pas reconnaître son mensonge et assure alors les responsabilités du prêtre : messes, contacts avec les paroissiens et avec le maire du village, qui se trouve être le propriétaire de la menuiserie où il devait travailler.
Il prend notamment connaissance d'un tragique événement ayant endeuillé la commune l'année précédente : un accident provoqué par une collision entre deux véhicules et ayant provoqué la mort de six personnes, dont cinq jeunes présents dans l'une des automobiles. Depuis, les familles des victimes s'opposent à l'inhumation du chauffeur de l'autre voiture, accusé d'être un meurtrier alcoolique, et persécutent sa veuve par des lettres anonymes d'injures et des graffitis sur la façade de sa maison. Daniel s'attache à trouver une solution pour faire cesser la vindicte dont la veuve est victime. Dans ses homélies, inspirées notamment de celles prononcées par l’aumônier de son centre éducatif (dont il usurpe également l'identité en se faisant appeler père Tomasz), il tient un langage moins stéréotypé que le curé en congé et plaît à la majorité des paroissiens. Le maire est plus sévère à l'égard de ce jeune prêtre qui semble raviver les tensions au sujet de l'accident et qui critique sévèrement la course à l'enrichissement lors de l'inauguration de nouveaux bâtiments de son entreprise. À l'occasion de cette cérémonie, un camarade du centre éducatif, Pinczer, reconnaît Daniel et veut le faire chanter. Parallèlement, Daniel, sans avouer sa situation réelle, a une relation amoureuse avec Marta, qui milite par ailleurs en faveur de la veuve, bien qu'ayant perdu son frère dans l'accident.
En dépit des résultats indubitablement positifs pour la communauté paroissiale, Daniel est finalement dénoncé par Pinczer et le véritable père Tomasz vient le déloger, sans pour autant révéler l'usurpation aux villageois. Daniel est alors renvoyé dans le centre.

## Fiche technique
Sauf indication contraire, les informations mentionnées dans cette section peuvent être confirmées par la base de données cinématographiques IMDb,  présente dans la section « Liens externes ».
- Titre original : Boże Ciało (littéralement « Le Corps du Christ »)
- Titre français : La Communion
- Titre anglais : Corpus Christi (littéralement « Le Corps du Christ » en latin)
- Réalisation : Jan Komasa
- Scénario : Mateusz Pacewicz (pl)
- Musique : Evgueni Galperine et Sacha Galperine
- Direction artistique : Marek Zawierucha
- Costumes : Dorota Roqueplo
- Photographie : Piotr Sobociński Jr.
- Montage : Przemysław Chruścielewski
- Sociétés de production : Les Contes modernes (France) et Aurum film (Pologne)
- Sociétés de distribution : Kino Swiat (Pologne), Bodega Films (France)
- Pays d'origine :  Pologne /  France
- Langue originale : polonais
- Genre : drame
- Durée : 118 minutes
- Dates de sortie :
  - Italie : 2 septembre 2019 (Mostra de Venise)
  - Canada : 10 septembre 2019 (Festival international du film de Toronto)
  - Pologne : 18 septembre 2019 (Festival du film de Gdynia) ; 11 octobre 2019 (sortie nationale)
  - France : 19 octobre 2019 (Festival international du film indépendant de Bordeaux) ; 4 mars 2020 (sortie nationale)
  - Suisse romande : 5 février 2020

## Distribution
- Bartosz Bielenia : Daniel
- Aleksandra Konieczna (pl) : Lidia
- Eliza Rycembel (pl) : Marta
- Tomasz Ziętek : Pinczer

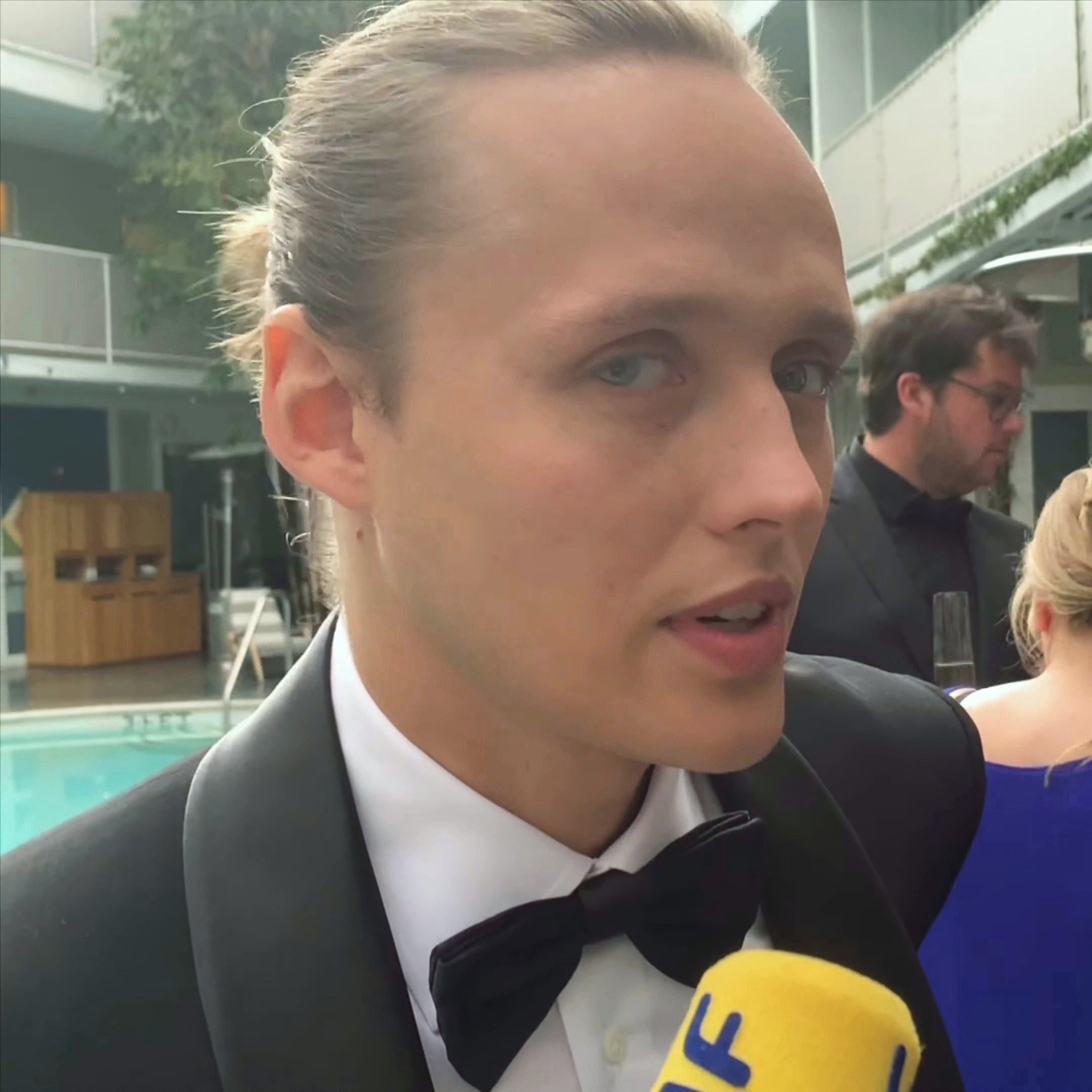
Bartosz Bielenia lors des Oscars 2020, lors duquel le film était nommé.

- Barbara Kurzaj (pl) : Ewa Kobielski, la veuve du chauffard
- Zdzisław Wardejn (pl) : le père Golab, le curé du village
- Łukasz Simlat : le père Tomasz
- Marta Waldera (pl) : la policière
- Anna Biernacik : l'amie de Marta
- Leszek Lichota : Walkiewicz, le patron de la scierie et maire du village
- Juliusz Chrzastowski : le policier
- Lidia Bogacz : une mère
- Bogdan Brzyski : le fils de Molinska
- Andrziej Franczyk : un gardien du centre éducatif fermé
- Malwina Brych : une jeune femme

## Production

### Tournage
Le film a été tourné principalement dans le village de Jaśliska, ainsi qu'à Tabaszowa (vieux bateau transformé en bar).[réf. nécessaire]

## Accueil

### Box office[1]
| Pays ou région | Box office     | Date d'arrêt du box office | Nombre de semaine |
| -------------- | -------------- | -------------------------- | ----------------- |
| France         | 65 198 entrées | 24 juin 2020               | 17                |
| Allemagne      | 37 319 entrées | -                          | -                 |
| Espagne        | 28 493 entrées | -                          | -                 |
| États-Unis     | 127 240 $      | -                          | -                 |

## Distinctions

### Récompenses
- Listapad 2019 : Prix du meilleur réalisateur et prix spécial du jury[2]
- 44e Festival du film polonais de Gdynia (2019) : prix du public, prix de la meilleure réalisation à Jan Komasa, prix du meilleur scénario à Mateusz Pacewicz (pl), prix de la meilleure actrice dans un second rôle à Eliza Rycembel[3]

### Nominations
- Oscars 2020 : Meilleur film international
- César 2021 : César du meilleur film étranger [4]

### Sélections
- Mostra de Venise 2019 : sélection en section Giornate degli Autori
- Festival international du film de Stockholm 2019 : sélection en compétition
- Arras Film Festival 2019 : sélection en section Visions de l'Est
- Festival de cinéma européen des Arcs 2019 : sélection en section Playtime